# Liste der Baudenkmäler im Kölner Stadtteil Brück
Die folgende Liste enthält die in der Denkmalliste ausgewiesenen Baudenkmäler auf dem Gebiet des Stadtteils Köln-Brück, Stadtbezirk Köln-Kalk, Nordrhein-Westfalen.
Hinweis: Die Reihenfolge der Baudenkmäler in dieser Liste orientiert sich an den Straßennamen und ist alternativ nach Hausnummern, Denkmallistennummer oder Bezeichnung sortierbar.
Basis ist die offizielle Kölner Denkmalliste (Stand: 16. August 2012), die Baudenkmäler und Denkmalbereiche auflistet. Dabei kann es sich beispielsweise um Sakralbauten, Wohn- und Fachwerkhäuser, historische Gutshöfe und Adelsbauten, Industrieanlagen, Wegekreuze und andere Kleindenkmäler sowie Grabmale und Grabstätten, die eine besondere Bedeutung für die Geschichte Kölns haben, handeln. Grundlage für die Aufnahme in die offiziellen Denkmallisten ist das Denkmalschutzgesetz Nordrhein Westfalens.

| Bild            | Bezeichnung                                                         | Lage                                                | Beschreibung | Bauzeit                            | Einge- tragen seit | Denk- mal- nr. |
| --------------- | ------------------------------------------------------------------- | --------------------------------------------------- | ------------ | ---------------------------------- | ------------------ | -------------- |
| Fotos hochladen | Wohnhaus                                                            | Brück Am Klausenberg 6 Karte                        |              | 19. Jahrhundert                    | 22. August 1985    | 3106           |
| Fotos hochladen | Wohnhaus                                                            | Brück Am Klausenberg 12 Karte                       |              | 19. Jahrhundert                    | 10. Juni 1988      | 4636           |
| Fotos hochladen | Wohnhaus                                                            | Brück Am Klausenberg 74 Karte                       |              | um 1925                            | 11. Juni 1985      | 2983           |
| Fotos hochladen | Wohnhaus                                                            | Brück Am Klausenberg 76 Karte                       |              | um 1925                            | 7. März 1985       | 2806           |
| Fotos hochladen | Wohnhaus                                                            | Brück Am Klausenberg 78 Karte                       |              | um 1925                            | 16. Januar 1990    | 5779           |
| Fotos hochladen | Johanneskirche                                                      | Brück Am Schildchen 15 Karte                        |              | 1937                               | 29. März 1983      | 1385           |
| Fotos hochladen | Hofanlage Gräfenhof                                                 | Brück Hovenstr. 8 Karte                             |              | 1890                               | 1. Juli 1980       | 591            |
| Fotos hochladen | Wegekreuz                                                           | Brück Hovenstr. 8 Karte                             |              |                                    | 1. Juli 1980       | 591            |
| Fotos hochladen | Hofanlage                                                           | Brück Hovenstr. 38–42 Karte                         |              | Zweite Hälfte des 19. Jahrhunderts | 12. Dezember 1995  | 7696           |
| Fotos hochladen | Hochkreuz und Friedhof                                              | Brück Hovenstr. o. Nr. Karte                        |              | 19. Jahrhundert                    | 1. Juli 1980       | 590            |
| Fotos hochladen | Wohnhaus                                                            | Brück Königsforststr. 100 Karte                     |              | um 1911                            | 2. April 1992      | 6438           |
| Fotos hochladen | Kleindenkmal (Bildstock)                                            | Brück Kreuzchesweg o. Nr. Karte                     |              | 19. Jahrhundert                    | 1. Juli 1980       | 601            |
| Fotos hochladen | Wohnhaus                                                            | Brück Lindlarer Str. 27 Karte                       |              | 1930                               | 3. Dezember 2007   | 8718           |
| Fotos hochladen | Wohnhaus                                                            | Brück Olpener Str. 743 Karte                        |              | 19. Jahrhundert                    | 1. Juli 1980       | 606            |
| Fotos hochladen | Rest einer Hofanlage (Wohnhaus und flankierende Wirtschaftsgebäude) | Brück Olpener Str. 757 Karte                        |              | um 1830                            | 1. Juli 1980       | 607            |
| Fotos hochladen | Wohnhaus                                                            | Brück Olpener Str. 832 Karte                        |              |                                    | 2. November 1989   | 5344           |
| Fotos hochladen | Scheune                                                             | Brück Olpener Str. 839 Karte                        |              |                                    | 3. Februar 1992    | 6392           |
| Fotos hochladen | Wohnhaus und Scheune                                                | Brück Olpener Str. 845 Karte                        |              |                                    | 19. September 1989 | 5265           |
| Fotos hochladen | Wohnhaus                                                            | Brück Olpener Str. 913 Karte                        |              |                                    | 10. Mai 1988       | 4590           |
| Fotos hochladen | ehem. Schule Restaurant „Zur alten Schule“                          | Brück Olpener Str. 928 Karte                        |              | 1821                               | 1. Juli 1980       | 608            |
| Fotos hochladen | Schule                                                              | Brück Olpener Str. 930 Karte                        |              |                                    | 18. Oktober 1994   | 7241           |
| Fotos hochladen | Wohnhaus                                                            | Brück Olpener Str. 940 Karte                        |              |                                    | 4. Juni 1991       | 6070           |
| Fotos hochladen | Wohn- und Geschäftshaus Gaststätte „Alt Brück“                      | Brück Olpener Str. 951 Karte                        |              |                                    | 9. Februar 1989    | 4832           |
| Fotos hochladen | Wohn- und Geschäftshaus                                             | Brück Olpener Str. 958 Karte                        |              |                                    | 7. April 1989      | 4895           |
| Fotos hochladen | Em Hähnche Bergische Hofanlage                                      | Brück Olpener Str. 869–873 Karte                    |              |                                    | 12. Juni 1985      | 3000           |
| Fotos hochladen | Em Hähnche Bergische Hofanlage                                      | Brück Olpener Str. 869–873 Karte                    |              |                                    | 12. Juni 1985      | 3000           |
| Fotos hochladen | Kirche St. Hubertus                                                 | Brück Olpener Str. 942–954 Karte                    |              | 1931                               | 12. April 1983     | 1436           |
| Fotos hochladen | Kleindenkmal (Bildstock)                                            | Brück Olpener Str./ Ecke Hoffnungsthaler Str. Karte |              |                                    | 1. Juli 1980       | 605            |